# 山本昇雲
山本 昇雲（やまもと しょううん、明治3年11月9日〈1870年12月30日〉 - 昭和40年〈1965年〉5月10日）は、明治時代から大正時代にかけて制作した浮世絵師で日本画家、石版画家で報道画家。名は茂三郎といい、昇雲のほか小斎、松谷と号す。

## 来歴

### 出自と修行時代
出身は高知県長岡郡後免町（現・南国市）、生家の古物商は江戸時代、旧土佐藩の郷士であった。二男として生まれた山本茂三郎が6歳頃から師事した柳本圭吾（号「洞素」）は駿河台狩野家・狩野洞白の門人で、元は山内家の御抱絵師も勤めた絵師である。9歳になる明治12年（1879年）に、柳本の斡旋で狩野永岳門人である河田小龍にも絵を学び、入門3年目に小龍から「小斎」の画号を受けた。
明治19年（1886年）、大阪に出て陶器の絵付けをしながら絵は独学で続けると、19歳の明治21年（1888年）に上京し、翌年から明治28年（1895年）頃まで南画家の滝和亭門下に入り、画号は「昇雲」「松谷」と改める。この頃家族があり、週2回、横浜の女学校の絵画教師を勤める傍ら、三越や貴金属商の天賞堂から仕事を受けて金銀銅器や指輪などのデザイン画、染織物の原図を描くなどして生計を立てた。

### 『風俗画報』の報道画家・山本松谷
滝和亭門下にいた明治27年（1894年）、東陽堂のグラフ雑誌『風俗画報』に投稿した「土佐国早乙女図」が山下重民編集長の目にとまると、絵は『風俗画報』第73号に掲載された。当人はこれを機に絵画部員として雇われて以降、「山本松谷」の名義で毎号のように『風俗画報』に石版画の挿絵を描くことになる。当時の同誌の口絵や挿絵には現代の報道写真に当たる意味があり、同僚に小林永濯、川崎千虎、尾形月耕、富岡永洗、久保田金僊らがいる。
月刊誌と並行して、『風俗画報』臨時増刊全64編で江戸時代の名著『江戸名所図会』になぞらえた『新撰東京名所図会』を担当する。これら挿絵の掲載は明治29年（1896年）9月から明治42年（1909年）3月まで10年以上にわたり、石版画家として山本の名声を高めた。作品点数およそ1300点、口絵、挿絵に加えて表紙にも採用されると、その名は報道画家として知られるようになる。
| 号数   | 執筆者       |
| ------ | ------------ |
| （1）  | 三遊亭圓馬   |
| （2）  | 二代目團十郎 |
| （5）  |              |
| （6）  |              |
| （7）  |              |
| （8）  |              |
| （9）  |              |
| （10） |              |

### 日本画家・山本昇雲
山本は『風俗画報』の仕事（明治27年–42年（1894年–1909年）を中心に出版文化の中で活躍するなか、日本画家として展覧会へも度々出品した。日本美術院展は明治31年（1898年）の「創立第1回展」から欠かさず作品を出し続けており、入選作に一等褒状を受けた「野路雨」（第8回展）と「富岳」（第10回展）がある。ただし、挿絵で鍛えた昇雲の腕は器用に過ぎ、画風は山水は寺崎広業、花鳥は渡辺省亭、人物は富岡永洗の影響が色濃い。
昇雲の代表作として他に、彫りも摺りも最高の技術を施した大判美人画シリーズ「いま姿」が挙げられ、54点の所在が知わかっている（一部は別表1も参照）。歌川派とは異なる新しい個性を持つ意欲作であり、明治39年（1906年）から明治42年（1909年）にかけて、版元大黒屋平吉から刊行された。
日本美術院の中堅画家として活躍した昇雲であったが文展にも明治40年（1907年）の第1回展から、官展に変わったのちも出品。大正元年第6回文展「花」は宮内庁買い上げ（1912年）、大正3年第8回文展「屠蘇」等（1914年）により、大正美人画界の一翼を担った。さらに昇雲は「土陽美術会」の明治40年結成にあたり、創立会員としても活躍した。同会は高知出身者による美術団体である。

### 昭和の昇雲
東陽堂主人の死を機に、明治45年（1912年）12月に退社すると、大正時代を通して美人画を描き、注目を集める日本画家であった。展覧会出品は大正末年に「当たり狂言楽屋振舞の図」を出した第7回帝展を最後に、同年（1926年）、元号が昭和に改まると画壇から引退する。亡くなるまで筆はおかず、作品数は相当の数に及ぶ。
第二次世界大戦下の昭和19年（1944年）福井県福井市に疎開し越前市に移る。昇雲は経歴を知らない地元の人々にも求めに応じて絵を描き、子どもの希望でも快く応じる昇雲に、野菜など食べ物を渡して返礼したという。
昭和22年（1947年）疎開先から東京に戻ると目黒区に転居し、市井で静かに絵を描き続けた。晩年に再び注目され、昭和31年（1956年）8月『美術手帖』の座談会に招かれると、木村荘八、安藤鶴夫、槌田満文との対談に臨み、山本松谷名義で載る。昭和40年（1965年）昇雲は94歳の天寿を全うし世を去った。墓所は東京都港区の青山霊園。

## 受賞など
- 宮内庁買い上げ　大正元年（1912年）、「花」第6回文展出品作。
- 挿絵協会表彰　昭和36年（1961年）、挿絵の先駆者として[注釈 4]。

## 作品
おおよその制作、刊行の順に分類して記す。

### 版本
- 『松谷漫画』第1編（東陽堂、1899年（明32年））20丁、和装。NDLJP:000000487725、全国書誌番号:40070300、doi:10.11501/850816[注釈 5]。
- 『松谷花鳥画譜』東陽堂版、1901年（明治34年）[注釈 6]

### 錦絵
| 作品名                                    | 判型     | 年代     | 所蔵者                 | 備考                                                              |
| ----------------------------------------- | -------- | -------- | ---------------------- | ----------------------------------------------------------------- |
| 「日本十二ケ月画帖」                      |          |          |                        |                                                                   |
| 「松谷十二ヶ月短冊」                      |          |          |                        |                                                                   |
| 「四季風俗美術絵葉書」                    |          |          |                        |                                                                   |
| 「第五回内国勧業博覧会電灯装飾之図」      |          | 1903年   | 大阪市立図書館         | 『風俗画報』269号附録                                             |
| 「いますがた」48枚 ; 37 × 25 – 38 × 26 cm |          |          |                        |                                                                   |
| 「いま姿 おどろき」                       | 大判     | 1906年   | 町田市立国際版画美術館 | 松木平吉 版                                                       |
| 「今姿 高砂や」                           | 大判     | 1906年   | 千葉市美術館           |                                                                   |
| 「いま姿 ゆり園」                         | 大判     | 1906年   | 千葉市美術館           |                                                                   |
| 「いま姿 おどろき」                       | 大判     | 1906年   | 千葉市美術館           |                                                                   |
| 「いますがた つるし柿」                   | 大判     | 1906年   | 千葉市美術館           |                                                                   |
| 「今すがた 蚊屋の月」                     | 大判     | 1906年   | 千葉市美術館           |                                                                   |
| 「いま姿 絵まきもの」                     | 大判     | 1907年頃 | 千葉市美術館           |                                                                   |
| 「今すがた ひなまつり」                   | 大判     | 1907年   | 千葉市美術館           |                                                                   |
| 「今すがた 花のさと」                     | 大判     | 1907年   | 千葉市美術館           |                                                                   |
| 「いますかた 萩の園」                     | 大判     | 1909年   | 千葉市美術館           |                                                                   |
| 「今すがた 花やしき」                     | 大判     | 1909年   | 千葉市美術館           |                                                                   |
| 「いま姿 寒牡丹」                         | 大判     | 1909年   | 千葉市美術館           |                                                                   |
| 「今すがた 小蝶」                         | 大判     | 1909年   | 千葉市美術館           |                                                                   |
| 「四季のながめ」                          | 大判     | 1906年頃 |                        |                                                                   |
| 「子供あそび」                            | 大判揃物 |          |                        | 計36点（以下、内訳） - 1906年12月版行、24点 - 1907年4月版行、12点 |
| 「今すがた おはなし」                     | 大判     | 1911年   | 江戸東京博物館         |                                                                   |

### 肉筆画
| 作品名 | 技法         | 形状・員数"※"        | 寸法（縦×横 cm）             | 所有者               | 年代          | 落款・印章 | 備考 |
| --- | ------------ | -------------------- | ---------------------------- | -------------------- | ------------- | ---------- | ---- |
| 春園美人 | 絹本彩色     | 1幅                  | 162.5 × 84                   | 高知県立美術館       | 1902年頃      |            |      |
| 京の春図 | 絹本彩色     | 1幅                  | 162.5 × 83.5                 | 高知県立美術館       | 1902年頃      |            |      |
| 佳秋図 | 絹本彩色     | 1幅                  | 163.5 × 84                   | 高知県立美術館       | 1902年頃      |            |      |
| 山水 | 絹本墨画淡彩 | 1幅                  | 146.8 × 67.6                 | ボストン美術館       | 1900年代      |            |      |
| 蕗の傘図 | 絹本彩色     | 1幅                  | 205 × 106.6                  | 個人                 | 制作時期不明  |            |      |
| 享保の頃 | 絹本彩色     | 屏風、六曲一双       | 153.2 × 332、153.4 × 334.3   | 高知県立美術館       | 1914-1919年頃 |            |      |
| 双艶競芳 | 絹本彩色     | 1幅                  | 142.5 × 56                   | 高知県立美術館       | 制作時期不明  |            |      |
| 頼政故事図                                                                                                  | 絹本彩色     | 1幅                  | 162 × 84                     | 高知県立美術館       | 制作時期不明  |            |      |
| 秋色さくら・古さとへ・琴のしらべ・雪の庭                                                                    | 絹本彩色     | 4幅対                | 150.5 × 50（各）             | 土佐山内家宝物資料館 | 1926年        |            |      |
| 菊花双鶏 | 金地彩色     | 屏風、二曲一隻       | 167 × 163.3                  | 土佐山内家宝物資料館 | 制作時期不明  |            |      |
| 野馬追図 | 紙本彩色     | 屏風、二曲一隻       | 203 × 234                    | 高知県立美術館       | 制作時期不明  |            |      |
| 竜虎図 | 紙本彩色     | 1幅                  | 140 × 71                     | 高知県立美術館       | 1939年        |            |      |
| 高山彦九郎図                                                                                                | 紙本彩色     | 1幅                  | 140 × 71                     | 高知県立美術館       | 1939年        |            |      |
| 天岩戸図 | 紙本淡彩     | 絵馬、1面            | 91.6 × 109.1                 | 水間神社             | 1945年        |            |      |
| 七福神図 | 板地彩色     | 絵馬、1面            | 74.5 × 106.6                 | 八幡神社             | 1946年        |            |      |
| 鯉魚を楽しむ・群れ集う唐子の遊び                                                                            | 紙本彩色     | 屏風、六曲一双       | 171.2 × 361.5、171.2 × 362.5 | 個人                 | 1946年        |            |      |
| 賢聖之図（賢聖愛鶴・賢聖興鳥）                                                                              | 紙本彩色     | 屏風、六曲一双       | 171.2 × 361、171 × 361.5     | 個人                 | 1947年        |            |      |
| 八幡神社御開扉                                                                                              | 紙本淡彩     | 1幅                  | 130 × 68.2                   | 個人                 | 1947年        |            |      |
| 平和瑞兆鳳凰図                                                                                              | 紙本淡彩     | 襖絵、4枚（表裏8面） | 168.4 × 85.2（各）           | 大鳥神社 (目黒区)    | 1955年        |            |      |
| 凡例"※"＝数の単位「幅（ふく）」とは、掛け軸。同じく「双（そう）」「隻（せき）」とは、屏風の左右ペアのこと。 |              |                      |                              |                      |               |            |      |

### 絵葉書
- 「井のはた」平和記念東京博覧会展 1922年（大正11年）
- 「犬を抱く女二人」
- 「雛祭り」
- 「洋傘の女」
- 「赤子をあやす女二人」
- 「羽根つき」
- 「団扇」

## 著作物
- 山本松谷 画『明治東京名所図会』山本駿次朗 解説（講談社、1989年7月10日）ISBN 4-06-204403-X

展覧会図録
- 『浮世美人と懐かしき日本の情景 山本昇雲展』（高知県立美術館、2005年）
  - 『東京初公開 高知県立美術館所蔵 山本昇雲展』（浮世絵 太田記念美術館、2006年）

## 関連資料
分類内は発行年順。
- 日本浮世絵協会 編『原色浮世絵大百科事典』 2巻、大修館書店、1982年。概説書
- 「山本の肖像写真」『三彩』第485号（三彩社、1988年2月）
- 日本美術院百年史編集室 編『日本美術院百年史』 第1巻 （上）、日本美術院、1989年。
- 稲垣進一 編『図説浮世絵入門』河出書房新社〈ふくろうの本〉、1990年。概説書
- 小林忠 監修『浮世絵師列伝』平凡社〈別冊太陽〉、2006年1月。概説書、ISBN 978-4-5829-4493-8。